# KaS Product
KaS Product is een Franse rockgroep die in 1980 werd opgericht. Hun muziek wordt gerekend tot de Franse coldwave en elektropunk-stromingen. De groep bestaat uit artiesten Spatsz en Mona Soyoc.

## Discografie
| Titel        | Jaar |
| ------------ | ---- |
| Try Out      | 1982 |
| By Pass      | 1983 |
| Ego Eye      | 1987 |
| Black & Noir | 1990 |